# Nazionale femminile di pallacanestro di Mauritius
La nazionale femminile di pallacanestro di Mauritius è la rappresentativa cestistica di Mauritius ed è posta sotto l'egida della Federazione cestistica di Mauritius.

## Piazzamenti

### Campionati africani
- 2009 - 12°

## Formazioni

### Campionati africani
Campionato africano femminile di pallacanestro 20094 Venketasawmy, 5 Nemorin, 6 Pem, 7 Permal, 8 Davy, 9 Somauroo, 10 Saint Martin, 11 Spéville, 12 Josselin, 13 Labelle, 14 Rivière, 15 Benjamin,        All. -